# مايك فيرغسون (لاعب كرة قدم)
مايك فيرغسون (بالإنجليزية: Mike Ferguson)‏ هو لاعب كرة قدم ومدرب كرة قدم بريطاني، ولد في 9 مارس 1943 في بيرنلي في المملكة المتحدة. لعب مع أستون فيلا وبلاكبيرن روفرز وكامبريدج يونايتد وكوينز بارك رينجرز ونادي روتشديل ونادي هاليفاكس تاون.